# Laerke Posseltová
Laerke Posseltová (nepřechýleně Laerke Posselt; také psáno Lærke Posseltest; * 1984) je dánská fotožurnalistka a dokumentární fotografka. Členka skandinávského kolektivu Moment v letech 2012 až 2014, do agentury Vu nastoupila v dubnu 2014 a sídlí v Kodani.

## Životopis

### Mládí a studium
Laerke Posseltová se narodila v Dánsku. V roce 2004 absolvovala Fatamorganu, dánskou školu výtvarného umění, a v roce 2013 Dánskou školu žurnalistiky a mediálních studií (DMJX). Během studia absolvovala 18měsíční stáž jako fotografka v dánském deníku Politiken.

### Fotografická kariéra
V roce 2012 vytvořila Laerke Posseltová projekt Beautiful Child, ve kterém sledovala tři mini-miss soutěže krásy a každodenní život dvouletých dívek v Alabamě, Georgii a Jižní Karolíně.
Ve stejném roce získala první cenu World Press Photo za svůj portrét Mellicy Merhaban, odhalující konflikt mezi dvěma kulturami íránské herečky, která vyrostla v Dánsku. Mellica Merhaba, která hraje v íránském špionážním thrilleru Lov lišek, je nucena nosit závoj a ukázat muži, že ho miluje, aniž by promluvila nebo se ho dotkla. Její fotografie také získala mezinárodní ocenění Pictures of the Year.
Laerke Posseltová také pracuje na otázce genderu se svým seriálem Q* Bending Gender a od roku 2017 produkuje fotožurnál o Faerských ostrovech.

## Získaná ocenění
- 2012: první cena World Press Photo v kategorii Portrét [6]
- 2012: Mezinárodní cena Pictures of the Year v kategorii Portrét [1]
- 2013: PDN Photo Annual, Photojournalism and Documentary
- 2013: Dánská cena za snímek roku v kategorii mezinárodní reportáže

## Velké výstavy
- 2012: World Press Photo
- 2016: Paris Photo[8][9]